# TBC 프로야구

## 코너 안내
- 프로야구 뉴스
- 야구 퀴즈
- 선수인터뷰

## 주파수 안내
- 대구, 경주, 구미 99.3MHz
- 포항, 영덕, 울진 99.7MHz
- 안동, 영주 등 경북 북부 106.5MHz
- 성서, 지산, 범물 일부 지역 106.5MHz